# Oligosita filiola
Oligosita filiola är en stekelart som beskrevs av Girault 1938. Oligosita filiola ingår i släktet Oligosita och familjen hårstrimsteklar. Inga underarter finns listade i Catalogue of Life.